# Prezent trecut, trecut prezent
Acest volum este rezultatul căutării sensului. Este un răspuns la unele întrebări pe care lumea noastră a încetat să și le mai adreseze ei înșiși: putem fi eu oare fericiți cu adevărat, care este sensul meu, care este sensul nostru , care este sensul istoriei. 
Aparent, Ionescu a descoperit „cheia fericirii: ține minte, ia cunoștință adânc, adânc, total, că ești“. Acestă stare se caracterizează prin „certitudinea de a fi“, de-materializarea corpurilor și astfel palparea esențelor ultime. Prima etapă către euforie constă în eliberarea - constituirea vidului - de conținut al noțiunilor (golirea de sens a lumii). A doua etapă este reprezenată de unificarea plenitudinii dincolo de definiții și limite: re-constituirea unui sens propriu, inefabil, care necesită trasarea printr-un cadru universal (dar fără pretenții universaliste) întrega materie astfel încât orice devine orice. Plenitudinea are întotdeauna nevoie de lumină, singura care poate goli spațiul de greutatea sa materială; umbra și cenușiul nu fac decât să încarce cu semnificații care ni se oferă drept realități finale. 
Dar oare, să putem reduce fericirea la această formulă standard, în orice moment, chiar și pentru o singură persoană? Oare subtextul nu ne spune altceva? 
Volumul se încheie cu „producerea miracolului“: Ionescu obține viza evadării („Miercuri voi fi în Franța, la Lyon“). Întreaga ședere în România a fost pentru Eugen Ionescu o sfâșietoare ruptură de unicul loc unde ar fi putut să își caute sensul; legat emoțional de geografia mitului Franței, autorul devine prizonierul oricărei tentative de evadare din propria carceră. Trebuie să-și recapete sensul și libertatea desigur în Franța, doar în Franța. 
Cartea lui Eugen Ionescu poate fi privită din perspective multiple: este, în primul rând, o culegere de memorii fragmentare; este, de asemenea un comentariu original la adresa ideilor politice ale secolului XX; mai este și un tablou al viziunilor autorului asupra problemelor esențiale ale vieții, o căutare a adevărului. Adevărul ultim, imposibil de atins, dar totodată singurul care oferă mântuirea prin sine însuși. Conștient de cât de infernală este viața, Eugen Ionescu sfârșește prin a o iubi, astfel trăindu-și paradoxul: epuizarea infinitului de materialitate și tentația insațioasă a eternizării emoției unei stări de conștiință nu pot totuși decât să umple o biată clipă cu inefabilul miracolului euforic.